# Еврейская диаспора

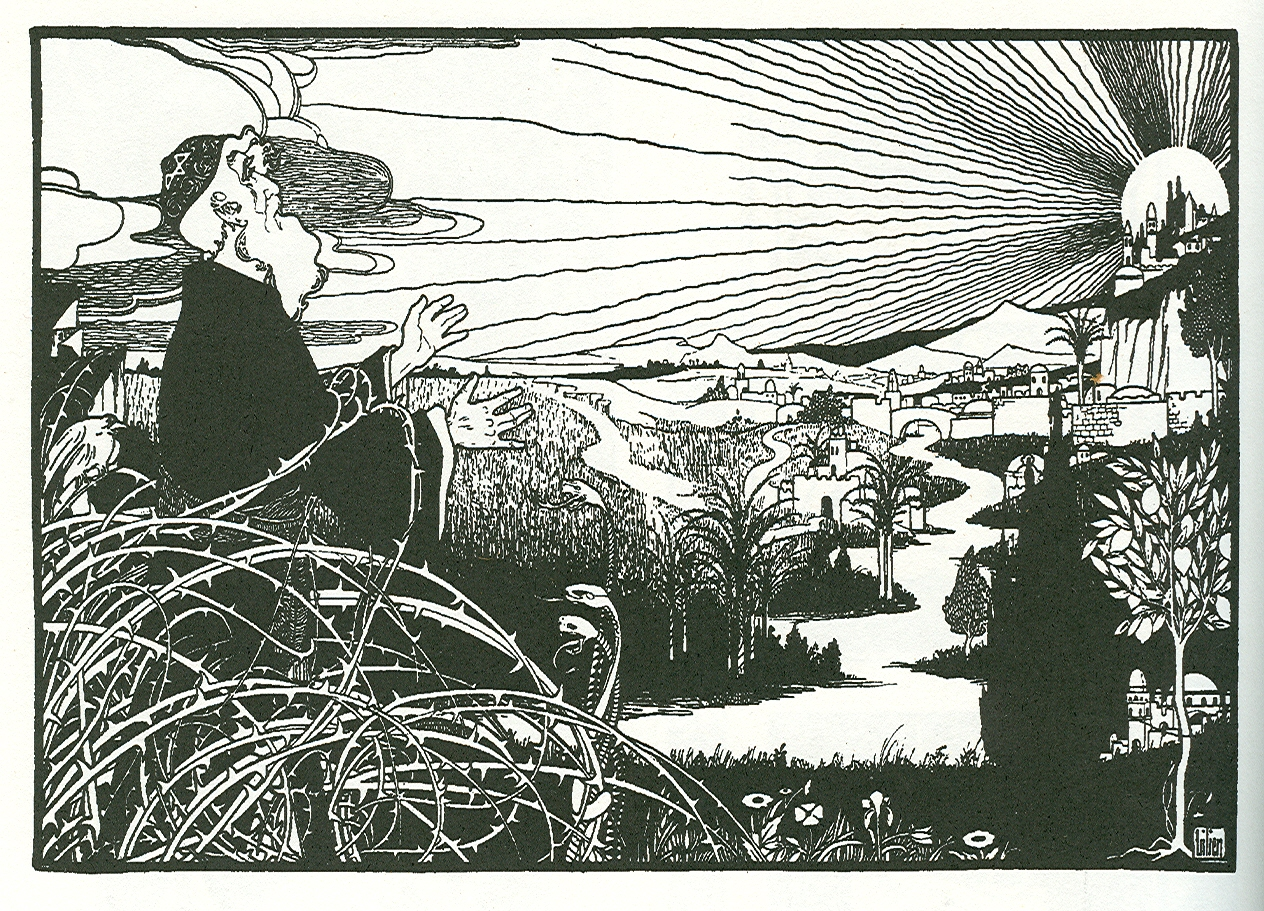
Глядя на восток, Эфраим Моше Лилиен, 1903

Еврейская диаспора (ивр. תְּפוּצָה‎, англ. Tfutza), также галу́т (Galut, גָּלוּת‎, идиш Golus‎ — «принудительное изгнание, рассеяние») является одной из самых старых и хорошо изученных диаспор мира. Уникальность еврейской диаспоры заключается в том, что в течение почти двух тысяч лет абсолютное большинство евреев оказалось оторвано от исторической родины, не утратив, однако, своего национального самосознания.

## Предыстория

### Рассеяние
Принудительные переселения евреев происходили после падения Израильского царства в конце VIII века до н. э. и во времена Вавилонского плена VI века до н. э.; имела также место естественная миграция в эпоху эллинизма. В результате серии еврейских восстаний против Римской империи в I—II веках н.э. (Первая Иудейская война, Вторая Иудейская война и восстание Бар-Кохбы) еврейское государство было уничтожено римлянами; большинство евреев было при этом было изгнано, что и создало еврейскую диаспору в её общепринятом значении.

### В Европе
Европейские евреи (ашкеназы) стали основной частью диаспоры. Наиболее тяжёлым ударом для еврейской диаспоры Европы стал Холокост — попытка полного истребления евреев Нацистской Германией, приведшая к уничтожению 60 % евреев Европы и около трети от всего еврейского населения мира.

### На Ближнем Востоке и в Северной Африке
Часть евреев (мизрахим) продолжала проживать на Ближнем Востоке после рассеяния римлянами, в том числе в Земле Израильской (старый ишув). В средневековом Иерусалиме имелся Еврейский квартал. Евреи, изгнанные в конце XV веке из Испании, получили название сефардов и, наряду с мизрахим, несколько веков проживали в арабских странах Северной Африки. В результате роста антисемитизма в исламском мире в целом и в арабском мире в частности, в середине XX века произошли исход и изгнание евреев из мусульманских стран. Еврейская диаспора этих стран почти не сохранилась.

## Репатриация в Израиль (алия)
Систематическая репатриация евреев диаспоры в Землю Израильскую (с 1948 года — в Израиль), начавшаяся с зарождением сионизма в конце XIX века, получила название «алия» (ивр. עלייה — «восхождение») и продолжается по сей день. До 1948 года таким образом репатриировалось около 600 тысяч евреев; с основания Израиля в 1948 году и до 2019 года — ещё 3,3 миллиона.

## В настоящее время
По состоянию на конец 2023 года, из 15,7 миллиона евреев мира порядка 54 % проживало в диаспоре и 46 % — в Израиле; доля евреев диаспоры постепенно сокращается. 
Крупнейшей является еврейская диаспора США, преимущественно состоящая из потомков ашкеназов, бежавших в конце XIX — начале XX века из Восточной Европы (в основном из Российской империи). Следующая по численности — еврейская диаспора Франции, состоящая преимущественно из потомков сефардов и мизрахим, бежавших с конца 1940-х по 1960-е годы из бывших французских колоний Северной Африки. 
Некоторые страны — например, Германия — проводят политику воссоздания еврейской диаспоры; в 1989—2009 годах из стран бывшего СССР в Германию переехало около 200 000 евреев.

## «Израильская диаспора» за рубежом
В последнее время появились исследования так называемой «израильской диаспоры» за рубежом. От 800 000 до 1 000 000 граждан Израиля проживают за его пределами. Формальная репатриация из постсоветского пространства, исключительно с целью получения паспорта Израиля ради связанных с этим удобств, но без намерения проживать в Израиле, получила на русском языке название «паспортная алия».